# Bitka pri Soissonsu (718)
Bitka pri Soissonsu leta 718 je bila zadnja velika bitka v državljanski vojni med nasledniki Pipina Herstalskega. 
Po Pipinov smrti decembra 714 so njegov vnuk in naslednik Teodoald, njegova  vdova Plektruda, njegov nezakonski sin Karel Martel, njegov naslednik na položaju nevstrijskega  dvornega majordoma  Ragenfrid in novi kralj Hilperik II. sprožili vojno za njegovo nasledstvo. Ragenfrid in Hilperik sta iz tekme kmalu izločila Plektrudo in Teodoalda, potem pa je Karel Martel obrnil tok vojne in prisilil vse svoje nasprotnike k vdaji.
Po Hilperikovem in Ragenfridovem  porazu v bitki pri Vincyju sta se poraženca združila z neodvisnim akvitanskim vojvodom Odom Velikim in napadla Soissons. Karel je pričakoval njihov napad in jih čakal z vojsko izkušenih veteranov, od katerih so mu mnogi služili vse svoje življenje. Njegova vojska je zato v bitki pri Soissonsu z lahkoto premagala združeno Odovo, Hilperikovo  in Ragenfridovo vojsko. Kralj in vojvoda sta pobegnila na ozemlje južno od Loare, Ragenfrid pa v Angers. Odo je kmalu nato sklenil mir in Karlu predal Hilperika, potem pa je mir sklenil tudi Ragenfrid. Po vojni je Karel Martel postal nesporni dux Francorum – vojvoda vseh Frankov.
Karel ni usmrtil nobenega od svojih nasprotnikov. Njegov nečak Teodoald je celo služil v njegovi vojski. Prijazen je bil celo do njegove matere Plektrude in pustil živeti tako odstavljenemu  kralju Hilperiku kot njegovemu majordomu Ragenfridu. Norwich za njegovo ravnanje pravi,  da je »bil sposoben biti spodoben in prijazen do poraženih sovražnikov ali pa se je počutil dovolj močnega, da bi se uprl njihovim zarotam in mahinacijam«. 

## Vir
- Oman, Charles. The Dark Ages 476-918. Rivingtons: London, 1914.